# Principio zero della termodinamica
Il principio zero della termodinamica postula che: "se i corpi A e B sono entrambi in equilibrio termico  con un terzo corpo C, allora lo sono anche fra loro".
Questo principio, in sostanza, dichiara che due sistemi in equilibrio termico sono detti avere la stessa temperatura.

## Descrizione
Tale principio può essere espresso in termini matematici nel seguente modo:
{\displaystyle \mathrm {se} ~A~R_{et}~C}
{\displaystyle \mathrm {e} ~\mathrm {se} ~B~R_{et}~C}
{\displaystyle \mathrm {allora} ~T(A)=T(B)=T(C)}
dove con Ret si indica la relazione di equilibrio termico e con T la temperatura dei corpi A, B e C.
Sebbene sembri evidente, tale principio consente di definire la temperatura come grandezza in grado di indicare se due corpi sono in equilibrio termico, senza la necessità di rifarsi alla definizione di equilibrio termico, che prevederebbe la messa in contatto termico diretto dei due corpi e la verifica che non ci sia alcun passaggio di energia (tramite l'interazione calore) tra loro. Infatti la relazione d'equilibrio termico sussiste quando le temperature dei corpi considerati sono in relazione d'uguaglianza tra loro. È importante sottolineare l'equivalenza logica tra la relazione d'equilibrio termico e l'uguaglianza delle temperature, imposta dal principio stesso. Per cui si potrebbe scrivere in modo più completo: 
{\displaystyle A~R_{et}~C}
{\displaystyle \mathrm {e} ~B~R_{et}~C}
{\displaystyle \mathrm {se~e~solo~se} ~T(A)=T(B)=T(C)}
ammesso che tali corpi siano in contatto termico fra loro.
Questo principio viene utilizzato per effettuare una misura della temperatura, se viene intesa come proprietà che determina se un corpo è in equilibrio termico con altri corpi oppure no. Due corpi in equilibrio termico fra loro sono alla stessa temperatura. Sebbene sia concettualmente un'assunzione basilare, la sua funzione è stata riconosciuta dopo la formulazione e la popolarizzazione del primo e secondo principio della termodinamica, ed è stato pertanto deciso di attribuirgli il nome di "principio zero".
Per comprendere il significato di contatto termico, si immagini di avere due corpi posti in un contenitore isolato, in modo che essi possano interagire fra loro ma non con il resto del mondo. Se i corpi si trovano a temperature diverse, si scambiano energia tra loro, finché non viene raggiunto l'equilibrio. L'energia scambiata tra gli oggetti a causa della differenza di temperatura è detta calore. Si assume che i due oggetti sono in contatto termico se tra essi può essere scambiato calore. L'equilibrio termico è la situazione nella quale due corpi in contatto termico tra di loro cessano di avere scambio di calore. In base al secondo principio della termodinamica, il calore fluisce dal corpo più caldo a quello a temperatura più bassa, ossia due corpi tendono all'equilibrio termico all'interno di un sistema isolato.